# Анна (Дисней)
Анна (англ. Anna) — главный персонаж полнометражного анимационного фильма студии Walt Disney Company «Холодное сердце» (в ориг. англ. «Frozen»), принцесса (позднее — королева) вымышленного скандинавского королевства Эренделл, младшая сестра принцессы (позднее — королевы) Эльзы. Отправляется в опасное путешествие, чтобы спасти своё королевство и сестру. По мнению Мэтта Мауни из издания «Orlando Sentinel», Анна и Эльза войдут в состав Диснеевских принцесс.

## История

### Детство и травма
Пятилетняя Анна была очень дружна со своей сестрой, и они часто играли. Но однажды Эльза нечаянно наносит сестрёнке магическую травму; девочку относят к горным троллям, и их предводитель Пабби исцеляет её, попутно стирая у неё память о случае и магических способностях Эльзы (остаётся только белая прядь волос).

### Коронация Эльзы
На коронации Эльзы девушка знакомится с принцем Южных Островов — Хансом. Принц делает Анне предложение, и та его принимает. Однако Эльза отказывается дать им благословение на свадьбу. Анна ругается с сестрой, и та теряет контроль над своей силой. Испугавшись, Эльза сбегает через мгновенно замёрзший фьорд на север в горы (попутно неосознанно наслав на Эренделл вечную зиму).

### Путешествие на Северную Гору
Чтобы найти Эльзу, Анна просит торговца льдом Кристоффа и его оленя Свена сопроводить её в очень важной миссии по спасению лета. По дороге они натыкаются на живого снеговика Олафа, которого создала Эльза и с которым они в детстве играли. Когда Анна наконец находит сестру, Эльза случайно ранит её в сердце. Кристофф отвозит её к троллям, а затем и к Хансу, но когда она узнаёт коварный план принца, то понимает, что он подлец. Ханс пытается убить Эльзу, а Анна находится на грани превращения в лёд, но все же Анна убегает от своего спасения и закрывает Эльзу, уже превратившись при этом в ледяную статую. Эльза понимает, что Анна пожертвовала собой ради неё, в слезах обнимает её и растапливает лёд внутри её сердца. В конце девушка дарит Кристоффу роскошные сани. Ханса и герцога Варавского Эльза и Анна выгоняют и запрещают все торги с герцогом Варавским и Южными островами.

## Характер
Анну сложно назвать изящной, ей скорее присущи такие черты, как смелость, ум, оптимизм и вера в лучшее в людях. Вспыльчива, упряма, импульсивна, спортивна, артистична, очень мечтательна, преданна и влюбчива. Также не лишена высокого интеллекта и порою может быть хладнокровной. В какой-то степени, амбиверт Анна — веселая, общительная и открытая — противопоставляется Эльзе — явному интроверту (правда, скорее, Эльза замкнута в силу обстоятельств).
Анна весёлая, бесстрашная, добрая.

## Внешность
У Анны от рождения волосы рыжего цвета. После случая с магией Эльзы у девушки появилась белая прядь. Когда сестра нечаянно заморозила сердце Анны, все волосы девушки начали постепенно белеть, однако вернулись к прежнему цвету благодаря Эльзе и уже без белой пряди после оттаивания в конце фильма. Также у Анны есть веснушки на лице и на плечах.
Анна немного ниже Эльзы. У неё бирюзовые глаза.

## Отношения с другими героями

### Эльза
Анна и Эльза сёстры. Они любят друг друга, они всегда помогают друг другу. Анна во 2 части ради Эльзы разрушила плотину и чуть не умерла.

### Кристофф
Кристофф муж Анны. Анна очень любит его.

### Принц Ханс
Сначала Анна не могла подумать что Ханс злодей. В конце фильма она ударила его, уронив его тем самым в воду

## Идея создания

### Снежная королева
Прототип Анны — Герда из сказки Ханса Кристиана Андерсена «Снежная королева». Как и Герда, Анна отправляется в опасное путешествие, чтобы спасти сестру (Герда спасает своего названного брата Кая). На пути их обоих ждут приключения и новые знакомства. Также у Анны есть сходство с Каем — Каю в сказке сначала в глаз, а потом в сердце попадают осколки заколдованного ледяного зеркала. У Анны же подобные «ранения» от зимней магии сестры.

## Появления
Холодное сердце (2013)
Когда древнее предсказание сбывается и королевство погружается в объятия вечной зимы, трое бесстрашных героев — принцесса Анна, отважный Кристофф и его верный олень Свен — отправляются в горы, чтобы найти сестру Анны, Эльзу, которая может снять со страны леденящее заклятие. По пути их ждет множество увлекательных сюрпризов и захватывающих приключений: встреча с мистическими троллями, знакомство с очаровательным снеговиком по имени Олаф, горные вершины покруче Эвереста и магия в каждой снежинке. Анне и Кристоффу предстоит сплотиться и противостоять могучей стихии, чтобы спасти королевство и тех, кто им дорог.
Холодное торжество (2015)
В короткометражке, Анне исполняется 19 лет, и Эльза планирует сделать всё абсолютно идеально.
Олаф и холодное приключение (2017)
C тех пор, как ворота королевского замка снова стали открыты для всех жителей Эренделла, это – самые первые рождественские каникулы. По такому поводу Анна и Эльза приготовили большой праздник для своих горожан, но как же они были удивлены, когда все до единого гостя неожиданно засобирались домой сразу после начала торжества, чтобы насладиться праздником в кругу своих собственных семей. Вот только у Анны и Эльзы не оказалось рождественских семейных традиций. Олаф не мог позволить друзьям грустить в Рождество и с помощью Свена отправился в путешествие по королевству, заходя в каждый дом в поисках самых лучших праздничных традиций и обычаев.
Ральф против интернета (2018)
Анна появляется в мультфильме в сцене со всеми принцессами. Так же она позже помогает всем принцессам спасать Ральфа.
Холодное сердце 2 (2019)
Анна, Эльза, Кристоф, его верный олень Свен и никогда не унывающий снеговик Олаф должны будут покинуть уютное королевство Эренделл и отправиться ещё дальше на север, в путешествие, которое приведет их к истокам древних легенд и поможет раскрыть тайны, касающиеся прошлого их родной страны. В конце мультфильма она вышла замуж за Кристофа и стала королевой Эренделла.
Другие появления
Вместе с Эльзой, Анна появляется как камео в анимационном мини-сериале «It's a Small World: The Animated Series» в эпизоде «Little Birds, Frost and Pine», радостно собирая Олафа со своей сестрой в лесу.
Анна также очень кратко появляется вместе с Эльзой, Олафом и Свеном в рекламе Sky Movies, где её показывают по телевизору после того, как принимающая семья рекламного ролика возвращается в реальный мир.

## «Однажды в сказке»
Анна появилась в 4 сезоне телесериала «Однажды в сказке».
Эльза готовится к свадьбе сестры и отводит её на чердак, где дарит старый кулон их матери и её свадебное платье. Пока Анна примеряет подарок, Эльза находит дневник матери и узнаёт, что родители уезжали не с дипломатической миссией, а в опасное путешествие к далёким землям Туманной Гавани, она же Зачарованный Лес. Анна отменяет свою свадьбу и просит Кристоффа не говорить об отплытии сестре. Но последний проговаривается. Анна оказывается в Зачарованном Лесу, где встречает по пути множество уже известных зрителям персонажей. Сначала останавливается на ферме будущего Прекрасного Принца и его матери, помогая им избавиться от гнёта вредной Бо Пип. После отправляется к темному магу Румпельштильцхену, чтобы выяснить, зачем же родители плавали в это место. Будучи огорчённой всей правдой, возвращается в Эренделл, обнаруживая появление их с сестрой тётушки Снежной Королевы, что не радует девушку.